# Handbol als Jocs Olímpics d'estiu de 2004 - Categoria femenina
Als Jocs Olímpics d'Estiu de 2004 celebrats a la ciutat d'Atenes (Grècia) es realitzà una competició en categoria femenina d'handbol, que juntament amb la competició en categoria masculina formà part del programa oficial d'handbol als Jocs.
La competició se celebrà al Pavelló d'Esports (rondes preliminars i quarts de final) entre els dies 15 i 26 d'agost, i al Indoor Arena (semifinals i final) entre els dies 27 i 29 d'agost de 2004.

## Comitès participants
Hi participaren un total de 149 jugadores d'handbol de 10 comitès nacionals diferents.
| - Angola - Brasil - Corea del Sud - Dinamarca - Espanya |  | - França - Grècia - Hongria - Ucraïna - R.P. de la Xina |

## Resum de medalles
| Prova          | Or | Argent | Bronze |
| Handbol femení | DinamarcaLouise Nørgaard · Rikke Skov · Henriette Mikkelsen · Mette Vestergaard · Rikke Jørgensen · Camilla Thomsen · Karin Mortensen · Lotte Kiærskou · Trine Jensen · Katrine Fruelund · Rikke Schmidt · Kristine Andersen · Karen Brødsgaard · Line Daugaard · Josephine Touray | Corea del SudOh Yong-Ran · Woo Sun-Hee · Huh Soon-Young · Lee Gong-Joo · Jang So-Hee · Kim Hyun-Ok · Kim Cha-Youn · Oh Seong-Ok · Huh Young-Sook · Moon Kyeong-Ha · Lim O-Kyeong · Lee Sang-Eun · Myoung Bok-Hee · Choi Im-jeong · Moon Pil-Hee | UcraïnaNataliya Borysenko · Ganna Burmystrova · Tetyana Shynkarenko · Maryna Vergelyuk · Olena Iatsenko · Ganna Siukalo · Olena Radchenko · Olena Tsygitsa · Galyna Markushevska · Lyudmyla Shevchenko · Iryna Honcharova · Nataliya Lyapina · Anastasiya Borodina · Larysa Zaspa · Oxana Rayhel |

## Medaller
| Posició | País          | Or | Argent | Bronze | Total |
| 1       | Dinamarca     | 1  | 0      | 0      | 1     |
| 2       | Corea del Sud | 0  | 1      | 0      | 1     |
| 3       | Ucraïna       | 0  | 0      | 1      | 1     |

## Resultats

### Ronda preliminar
Grup A
| Equip           | J | G | E | P | GF  | GC  | Pts |
| --------------- | - | - | - | - | --- | --- | --- |
| Ucraïna         | 4 | 4 | 0 | 0 | 99  | 82  | 8   |
| Hongria         | 4 | 3 | 1 | 0 | 118 | 93  | 6   |
| R.P. de la Xina | 4 | 2 | 2 | 0 | 106 | 90  | 4   |
| Brasil          | 4 | 1 | 3 | 0 | 97  | 105 | 2   |
| Grècia          | 4 | 0 | 4 | 0 | 74  | 124 | 0   |

Tots els temps corresponen a l'horari de l'Europa de l'Est (UTC+2)
| R.P. de la Xina | 24–28 | Hongria |
| --------------- | ----- | ------- |
|                 |       |         |

 Pavelló d'Esports
| Grècia | 21–29 | Brasil |
| ------ | ----- | ------ |
|        |       |        |

 Pavelló d'Esports
| Ucraïna | 26–21 | R.P. de la Xina |
| ------- | ----- | --------------- |
|         |       |                 |

 Pavelló d'Esports
| Hongria | 33–20 | Grècia |
| ------- | ----- | ------ |
|         |       |        |

 Pavelló d'Esports
| Grècia | 13–33 | R.P. de la Xina |
| ------ | ----- | --------------- |
|        |       |                 |

 Pavelló d'Esports
| Brasil | 19–21 | Ucraïna |
| ------ | ----- | ------- |
|        |       |         |

 Pavelló d'Esports
| Ucraïna | 29–30 | Grècia |
| ------- | ----- | ------ |
|         |       |        |

 Pavelló d'Esports
| Brasil | 26–35 | Hongria |
| ------ | ----- | ------- |
|        |       |         |

 Pavelló d'Esports
| R.P. de la Xina | 28–23 | Brasil |
| --------------- | ----- | ------ |
|                 |       |        |

 Pavelló d'Esports
| Hongria | 22–23 | Ucraïna |
| ------- | ----- | ------- |
|         |       |         |

 Pavelló d'Esports
Grup B
| Equip         | J | G | E | P | GF  | GC  | Pts |
| ------------- | - | - | - | - | --- | --- | --- |
| Corea del Sud | 4 | 3 | 0 | 1 | 135 | 103 | 7   |
| Dinamarca     | 4 | 3 | 0 | 1 | 125 | 98  | 7   |
| França        | 4 | 2 | 2 | 0 | 105 | 106 | 4   |
| Espanya       | 4 | 0 | 3 | 1 | 86  | 110 | 1   |
| Angola        | 4 | 0 | 3 | 1 | 97  | 131 | 1   |

Tots els temps corresponen a l'horari de l'Europa de l'Est (UTC+2)
| Espanya | 24–24 | Angola |
| ------- | ----- | ------ |
|         |       |        |

 Pavelló d'Esports
| Dinamarca | 35–26 | França |
| --------- | ----- | ------ |
|           |       |        |

 Pavelló d'Esports
| Corea del Sud | 29–29 | Dinamarca |
| ------------- | ----- | --------- |
|               |       |           |

 Pavelló d'Esports
| França | 27–20 | Espanya |
| ------ | ----- | ------- |
|        |       |         |

 Pavelló d'Esports
| Angola | 30–40 | Corea del Sud |
| ------ | ----- | ------------- |
|        |       |               |

 Pavelló d'Esports
| Espanya | 21–23 | Dinamarca |
| ------- | ----- | --------- |
|         |       |           |

 Pavelló d'Esports
| Angola | 21–29 | França |
| ------ | ----- | ------ |
|        |       |        |

 Pavelló d'Esports
| Corea del Sud | 36–21 | Espanya |
| ------------- | ----- | ------- |
|               |       |         |

 Pavelló d'Esports
| França | 23–30 | Corea del Sud |
| ------ | ----- | ------------- |
|        |       |               |

 Pavelló d'Esports
| Dinamarca | 38–22 | Angola |
| --------- | ----- | ------ |
|           |       |        |

 Pavelló d'Esports

### Quadre final
|  | Quarts de final | Quarts de final |           |        | Semifinals        | Semifinals        |  |  | Medalla d'or | Medalla d'or |
|  |                 |                 |           |        |                   |                   |  |  |              |              |
|  |                 |                 |           |        |                   |                   |  |  |              |              |
|  |                 |                 |           |        |                   |                   |  |  |              |              |
|  | Ucraïna         | 25              |           |        |                   |                   |  |  |              |              |
|  | Ucraïna         | 25              |           |        |                   |                   |  |  |              |              |
|  | Espanya         | 23              |           |        |                   |                   |  |  |              |              |
|  | Espanya         | 23              | Ucraïna   | 20     |                   |                   |  |  |              |              |
|  |                 |                 | Ucraïna   | 20     |                   |                   |  |  |              |              |
|  |                 | Dinamarca       | 29        |        |                   |                   |  |  |              |              |
|  | Dinamarca       | Dinamarca       | 29        | 32     |                   |                   |  |  |              |              |
|  | Dinamarca       |                 |           | 32     |                   |                   |  |  |              |              |
|  | R.P. de la Xina | 28              |           |        |                   |                   |  |  |              |              |
|  | R.P. de la Xina | 28              | Dinamarca | 34     |                   |                   |  |  |              |              |
|  |                 |                 | Dinamarca | 34     |                   |                   |  |  |              |              |
|  |                 | Corea del Sud   | 34        |        |                   |                   |  |  |              |              |
|  | Hongria         | Corea del Sud   | 34        | 23     |                   |                   |  |  |              |              |
|  | Hongria         |                 |           | 23     |                   |                   |  |  |              |              |
|  | França          | 25              |           |        |                   |                   |  |  |              |              |
|  | França          | 25              | França    | 31     | Medalla de bronze | Medalla de bronze |  |  |              |              |
|  |                 |                 | França    | 31     | Medalla de bronze | Medalla de bronze |  |  |              |              |
|  |                 | Corea del Sud   | 32        |        |                   |                   |  |  |              |              |
|  | Corea del Sud   | Corea del Sud   | 32        | 26     | Ucraïna           | 21                |  |  |              |              |
|  | Corea del Sud   |                 |           | 26     | Ucraïna           | 21                |  |  |              |              |
|  | Brasil          | 24              |           | França | 18                |                   |  |  |              |              |
|  | Brasil          | 24              |           |        | 18                |                   |  |  |              |              |
|  |                 |                 |           |        |                   |                   |  |  |              |              |
|  |                 |                 |           |        |                   |                   |  |  |              |              |

1. ↑  Victòria aconseguida als penals: Dinamarca 4 - Corea del Sud 2

#### Quarts de final
| Ucraïna | 25–23 | Espanya |
| ------- | ----- | ------- |
|         |       |         |

 Pavelló d'Esports
| França | 25–23 | Hongria |
| ------ | ----- | ------- |
|        |       |         |

 Pavelló d'Esports
| Corea del Sud | 26–24 | Brasil |
| ------------- | ----- | ------ |
|               |       |        |

 Pavelló d'Esports
| R.P. de la Xina | 28–32 | Dinamarca |
| --------------- | ----- | --------- |
|                 |       |           |

 Pavelló d'Esports

#### Semifinals
| França | 31–32 | Corea del Sud |
| ------ | ----- | ------------- |
|        |       |               |

 Pavelló d'Esports
| Ucraïna | 20–29 | Dinamarca |
| ------- | ----- | --------- |
|         |       |           |

 Pavelló d'Esports

#### 3r lloc
| Ucraïna | 21–18 | França |
| ------- | ----- | ------ |
|         |       |        |

 Pavelló d'Esports

#### Final
| Dinamarca | 34–34 (4-2) | Corea del Sud |
| --------- | ----------- | ------------- |
|           |             |               |

 Pavelló d'Esports